# Мічуріна (Адигея)
Мічуріна (рос. Мичурина; адиг. Мичурин) — селище Майкопського району Адигеї Росії. Входить до складу Тимірязевського сільського поселення.
Населення —  74 особи (2015 рік). 